# 空き家条例
空き家条例（あきやじょうれい）とは、日本における地方自治体の条例。

## 概要
空き家の所有者に適正な維持管理を義務付けるとともに、自治体が空き地の所有者に必要な措置を勧告できることなどを規定している。
埼玉県所沢市が2010年7月に全国で初めて空き家条例を制定し、2010年10月1日に施行された。
都道府県としては和歌山県が2011年7月に初めて制定し、2012年1月1日に施行された。
2012年1月に条例を施行した秋田県大仙市では、家屋倒壊の恐れがあり、強風時に危険があるとして所有者へ勧告、措置命令が出され、その後、行政代執行による家屋の解体が行われた。
2012年時点で全国16都道府県の31自治体で、2014年4月1日時点では山梨県を除く46都道府県の355自治体に拡大した。

## 空き家条例に関係した主な事件・事故
- 2020年5月26日 - 北海道旭川市が条例に基づき、特定空家等に指定していた元ホテルが全焼。建物は、営業終了後10年以上放置されていたもので、放火の容疑で2人が逮捕された[9]。